# Davide Dato

Ketevan Papava (Potiphars Weib) Davide Dato (Joseph)

Davide Dato (* 20. August 1990 in Biella, Piemont, Italien) ist ein italienischer Balletttänzer.

## Leben
Mit seiner jüngeren Schwester Greta versuchte Dato sich zunächst im Salsa-Rhythmus oder als Breakdancer. Beide besuchten sie die Tanzschule und qualifizierten sich in Salsa, Merengue und Mambo, gewannen auch bereits drei Jahre hintereinander die Italienische Meisterschaft. Dato wechselte dann auf die Ballettschule in Mailand. Nach seinem dortigen Studium bei Ludmill Cakalli absolvierte Dato 2005 bis 2008 eine Ausbildung an der Ballettschule der Wiener Staatsoper (Matura 2008 am BG & BRG Boerhaavegasse, Wien). In der Spielzeit 2008/09 war er Mitglied der Theaterklasse der Ballettschule der Wiener Staatsoper. 
Im September 2009 wurde Dato Mitglied des Balletts der Staatsoper und Volksoper und war ab 2011 Halbsolist. Als Solist trat er bei den Neujahrskonzerten 2011, 2012, 2015, 2016, 2017, 2019, 2020, 2021 und 2023 sowie in Rom auf. Ab 2013 wurde er Solotänzer des Wiener Staatsballetts. Seit 26. Mai 2016 ist Dato einer der Ersten Solotänzer der Truppe.
Nach einer verletzungsbedingten einjährigen Unterbrechung trat Dato am 29. Juni 2018 in der Nurejew-Gala in einem eigens für ihn choreographierten Ballett nach Edvard Griegs Peer-Gynt-Suite auf der Bühne der Wiener Staatsoper auf.
Dato gastierte in zahlreichen Ländern Europas und in Amerika. Mehrfach wurde er für Werbespots herangezogen.
Im Oktober 2018 kam der Film Insane Love von Eitan Pitigliani heraus, in dem Dato die Rolle des Liebhabers übernahm.

## Rollen mit dem Wiener Staatsballett (Auswahl)
- Frederick Ashton: La Fille mal gardée (Colas)[8]
- George Balanchine: Rubies, Who Cares?, Tarantella (Hauptpartien), Violin Concerto
- Ferenc Barbay/Michael Kropf: Max und Moritz (beide Titelrollen)
- Maurice Béjart: Le Concours (Freund und Variationstänzer) und Arepo (Solo)
- August Bournonville: Napoli (Pas de six)
- Michael Corder: Die Schneekönigin (Kay)[9]
- John Cranko: Onegin (Lenski); Romeo und Julia (Mercutio)
- Nils Christe: Before Nightfall
- Jorma Elo: Ein Sommernachtstraum (Puck)
- William Forsythe: The Vertiginous Thrill of Exactitude und The Second Detail
- Gyula Harangozó sen./Gyula Harangozó: Coppélia (Geselle); Der Nussknacker (Pas de trois und Roboter)
- Jiří Kylián: Bella Figura
- Pierre Lacotte: La Vivandière (Pas des six); La Sylphide (Pas de deux)
- Harald Lander: Études
- Manuel Legris: Le Corsaire "Birbanto" und "Lankedem" und „Donizetti Pas de deux“
- Serge Lifar: Suite en blanc
- Patrick de Bana; Windspiele (Solist) und "The Labyrinth of Solitude"

- Eno Peci: Petruschka (Titelrolle)

Ketevan Papava (Potiphars Weib) Davide Dato (Joseph)

- Andrey Kaydanovskiy: Der Feuervogel (Titelrolle)
- Kenneth MacMillan: Manon (Bettlerkönig), Mayerling (Bratfisch)
- Jean-Christophe Maillot: Vers un Pays Sage
- Thierry Malandain: Mozart à 2
- John Neumeier: Josephs Legende (Joseph)[10]; Bach Suite III und Vaslaw
- John Neumeier: Le Pavillon d’Armide – Danse siamoise
- Rudolf Nurejew: Der Nussknacker (Fritz, Spanischer Tanz und Chinesischer Tanz); Schwanensee (Gefährte des Prinzen und Neapolitanischer Tänzer); Don Quixote (Basil und Zigeuner); Raymonda (Variation im 3. Akt) und Abderachmann
- Roland Petit: Die Fledermaus, Frédéri in dessen L'Arlésienne (Pas de deux)
- Jerome Robbins: The Four Seasons (Faun); The Concert
- Stephan Thoss: Blaubarts Geheimnis (Blaubarts Alter Ego)
- Wachtang Tschabukiani: Laurencia (Pas de six)
- Christopher Wheeldon: Fool's Paradise
- Peter Wright: Dornröschen (Blauer Vogel und Pas de quatre)

## Auszeichnungen
- 2008 – 2. Preis beim Internationalen Ballettwettbewerbs „Premio Roma“
- 2008 – „Orso d’Oro“ und Goldmedaille beim Internationalen Wettbewerb für Junge Talente in Turin
- 2008 – 1. Preis und Goldmedaille in der Juniorenkategorie des Internationalen Wettbewerbs in Istanbul
- 2010 – Förderpreis des Ballettclub Wiener Staatsoper & Volksoper
- 2010 – „Premio Anita Bucchi“ für den „Besten Tänzer“
- 2010 – „Bester italienischer Tänzer im Ausland“ (Danza e Danza)
- 2011 – „Premio Guido Lauri“ als „aufstrebender Künstler“
- 2011 –  Maria Antonietta Berlusconi Award
- 2015 – „Italienischer Tänzer des Jahres 2015“ ausgezeichnet von „Positano Premia la Danza – Léonide Massine“
- 2016 – „Tänzer des Jahres 2016“ ausgezeichnet von der Deutschen Tanzschrift „Tanz“
- 2016 – „Prix Ballet 2000“, Cannes
- 2017 –  Nominierung für den „Prix Benois de la Danse 2017“ im Bolschoi-Theater Moskau – für die Rolle des Abderachman in Rudolf Nurejews „Raymonda“.